# Horvát Nemzeti Gárda
Horvát Nemzeti Gárda (horvátul:  Zbor narodne garde - ZNG) fegyveres erő volt, amelyet Horvátország 1991 áprilisában és májusában a horvátországi háború idején hozott létre. Bár jogi okokból a Horvát Belügyminisztérium keretein belül jött létre, a ZNG a Horvát Védelmi Minisztérium közvetlen irányítása alá tartozott. Feladata Horvátország határainak és területeinek védelme, valamint a rendőrséghez kapcsolódó feladatok ellátása volt. A ZNG a különleges rendőri egységek ZNG-hez való átadásával jött létre, 1991 májusában négy hivatásos dandárt hozott létre, és május 28-án Zágrábban egy katonai parádén mutatták be a nagyközönségnek. Első parancsnoka augusztus eleji lemondásáig Martin Špegelj védelmi miniszter volt. Špegeljt Anton Tus tábornok váltotta fel, aki a Horvát Köztársaság Fegyveres Erők Vezérkarának (szeptember 21-én alakult) első főnöke lett.
Fejlesztése során a ZNG számos problémával küzdött, beleértve a fegyver- és lőszerhiányt, az egyenruhák hiányát, a nem megfelelő képzést és a képzett tisztek általános hiányát, valamint a személyzeti munka és a parancsnoki struktúrák gyengeségét (ami megakadályozza a többi egységek hatékony koordinációját). Ezeket a problémákat ellensúlyozta a jó morál, a világos célkitűzések és a magas szintű mozgósítás. A laktanyacsata után a ZNG a Jugoszláv Néphadseregtől (Jugoslovenska Narodna Armija) lefoglalt fegyverekkel jelentősen erősödött. Október végére 60 új dandár és önálló zászlóalj alakult, november 3-án a ZNG-t Horvát Hadseregre (Hrvatska vojska) keresztelték át.

## Előzmények
1990-ben a horvát baloldalnak a Horvát Demokratikus Közösségtől (Hrvatska Demokratska Zajednica – HDZ) elszenvedett választási veresége után súlyosbodott a horvátok és a horvátországi szerbek közötti etnikai feszültség. A Jugoszláv Néphadsereg (JNA) attól tartott, hogy Horvátország a Horvát Területvédelmi Erők (Teritorijalna obrana – TO) felszerelését fogja felhasználni saját hadseregének felfegyverzéséhez abból a célból, hogy szembeszálljon a JNA-val. A várható ellenállás minimalizálása érdekében a JNA lefoglalta a TO fegyvereit. Augusztus 17-én a feszültség a horvátországi szerbek nyílt lázadásává fajult, amelynek középpontjában Dalmácia hátországának Knin környéki, túlnyomóan szerbek lakta területei, valamint Lika, Kordun és Banovina régiók és Kelet-Horvátország részei voltak. 1990 júliusában a horvát elnök, Franjo Tuđman Horvátország függetlenségére irányuló politikája ellen való fellépésük összehangolása érdekében létrehozták a Szerb Nemzeti Tanácsot, melynek elnökévé Milan Babić knini fogorvost választották, míg a knini rendőrfőnök Milan Martić félkatonai milíciákat hozott létre. A két férfi végül a Horvátország szerbek lakta területeit magába foglaló Krajinai Szerb Autonóm Terület (SAO Krajina) politikai és katonai vezetője lett.
A JNA Horvátország haderőfejlesztési szándékairól egy kettős ügynöktől, a Horvátország és és a JNA Felderítő Szolgálat (KOS) által is alkalmazott, Vladimir Jager századostól értesült. Válaszul kidolgozta a „Pajzs” ("Štit") hadműveletet, amelynek célja a horvát erők lefegyverzése, a horvát vezetés letartóztatása és bíróság elé állítása volt. Bár a hadműveletet már 1990 decemberére előkészítették, Veljko Kadijević tábornok, szövetségi védelmi miniszter a jugoszláv elnökségtől soha nem kért engedélyt a végrehajtására. Ehelyett azon a reggelen, amikor a műveletet megkezdték megparancsolta a KOS-nak, hogy állítsák azt le.
1991 elején Horvátországnak nem volt reguláris hadserege, ezért védelme érdekében megduplázta a rendőrség létszámát, amely így mintegy 20 000 főre gyarapodott. A haderő leghatékonyabb része a 3000 fős különleges rendőrség volt, amelyet 12 zászlóaljból álló katonai szervezetként alakítottak ki; ezen kívül 9 –10 ezer regionálisan szervezett tartalékos rendőr állt még rendelkezésre. Bár a rendőrség tartalékosait 16 zászlóaljba és 10 századba szervezték, hiányoztak a fegyvereik (amire a csapatok felfegyverzéséhez lett volna szükség).

## Története

### Alapítása

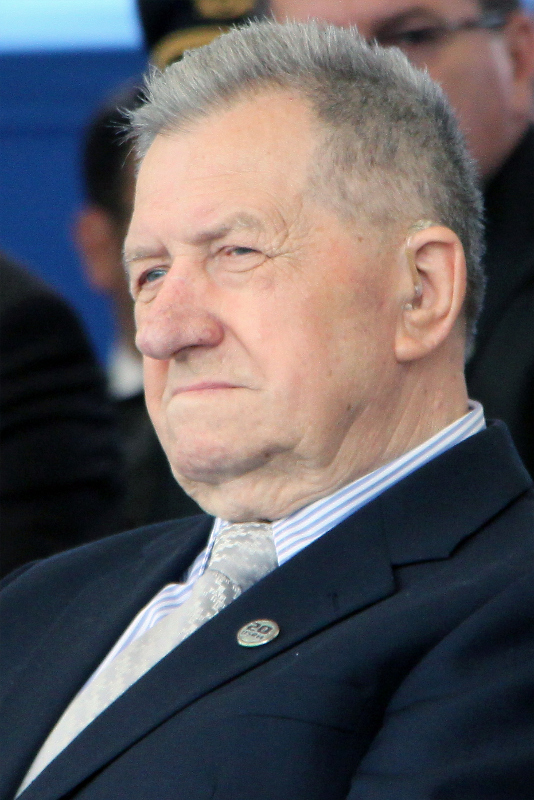
Martin Špegelj tábornok a Horvát Nemzeti Gárda alapítója.

A ZNG megszervezése 1991. április 12-én kezdődött. Katonai képességekkel rendelkező rendőri erőként való megalakítását, a JNA-val való további konfrontáció lehetőségét mérlegelve,  a horvát hatóságok a márciusi pakráci és Plitvicei-tavaknál történt márciusi összecsapások után tartották szükségesnek. Mivel a jugoszláv szövetségi államban  illegális volt külön katonaság felállítása, a ZNG-t a horvát belügyminisztérium alá tartozó rendőri erők részeként tervezték. A horvát parlament április 18-án módosította a belügyi törvényt, és öt nappal később hivatalosan is megalakult a ZNG. Feladata Horvátország alkotmányos rendjének védelme, a közrend fenntartása, a terrorellenes műveletek, Horvátország határainak, területének, partjainak és területi vizeinek, értékes építmények, illetve magas rangú személyek védelme volt. Bár a ZNG formálisan a belügyminisztériumnak volt alárendelve, alapító jogszabálya előírta, hogy a Horvát Védelmi Minisztérium parancsnoksága alá tartozik.
A ZNG csapatok számát és összetételét május 5-én határozták meg, majd Martin Špegelj és Josip Boljkovac a rendőrség állományának a ZNG-hez való május 10-iki átvezénylésére vonatkozóan hadműveleti iránymutatást adtak ki. Május 15-ig négy dandárt alkotva, több különleges rendőri egység (SPU) is átkerült a ZNG-hez. Júliusra a ZNG-nek mintegy 8000 katonája állt rendelkezésre, mely más horvát erőkkel ellentétben kézifegyverekkel teljesen fel volt szerelve. Az áprilisban a mintegy 39 000 főt számláló tartalékos rendőri erőt szintén ZNG-dandárokhoz és független zászlóaljakhoz osztották be. Május 18-án a ZNG speciális egységeként megalakult a Zrinski (Zrínyi) zászlóalj, melynek törzse a Kumrovec SPU-ból átvezényelt 27 önkéntesből állt és kezdetben a Francia Idegenlégió volt katonáira is támaszkodott. Júliusra a 40 000 ZNG-katonából álló tartalék haderőt 19 dandárhoz és 14 független zászlóaljhoz osztották be; azonban a teljes állományuk számára nem rendelkeztek elegendő nehéz vagy kézi lőfegyverrel. A horvát rendőrség körülbelül 15 000 kézi lőfegyverrel rendelkezett, és augusztusig külföldről kevesebb, mint 30 000 további fegyvert tudtak beszerezni.
Május 28-án a ZNG-t a harci morál emelése érdekében a zágrábi Kranjčevićeva utcai stadionban rendezett katonai felvonuláson mutatták be a közönségnek. A felvonuláson megközelítőleg 800 katona, egy tucat légielhárító eszköz, páncélozott autó és több páncélozott szállító harcjármű vett részt; emellett felvonult az elnöki gárda és a Sinji Alka is.

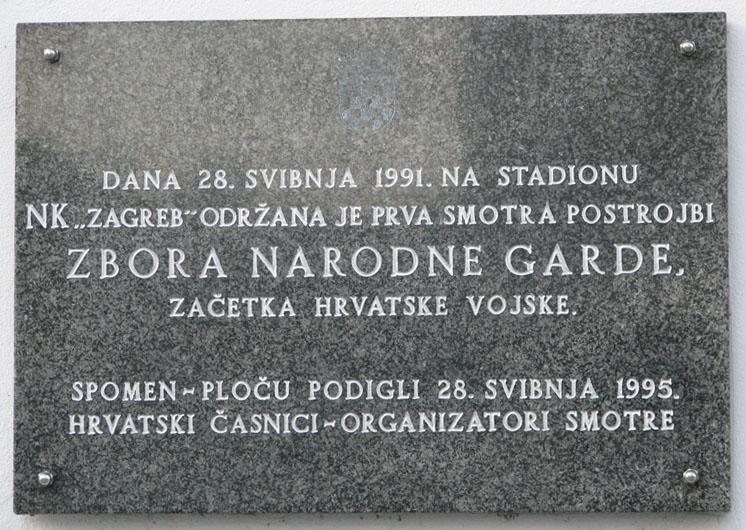
A ZNG megalakulásának emléktáblája a zágrábi Kranjčevićeva utcában

| Egység               | Név                     | Alapítás          | Parancsnok     |
| -------------------- | ----------------------- | ----------------- | -------------- |
| Első gárdadandár     | Tigrisek (Tigrovi)      | 1990. november 5. | Josip Lucić    |
| Második gárdadandár  | Mennydörgések (Gromovi) | 1991. május 15.   | Božo Budimir   |
| Harmadik gárdadandár | Nyestek (Kune)          | 1991 április 29   | Eduard Bakarec |
| Nagyedik gárdadandár | Pókok (Pauci)           | 1991. április 28. | Ivo Jelić      |

### Fejlesztési problémák
Az egyes egységek irányítására Kelet-Szlavóniában, a Banovina–Korduni térségben, Likában, Közép- és Észak-Dalmáciában, Dél-Dalmáciában és Zágrábban július végén és augusztusban regionális ZNG-parancsnokságokat hoztak létre. Az önkormányzati szintig létrehozták a válságparancsnokságokat, amely a ZNG egységek parancsnoki jogkörével is rendelkezett. A parancsnoki struktúra különösen rossz volt, ami megakadályozta az egységek közötti hatékony koordinációt. Bár a sok válságfőhadiszállást magas szintű felhatalmazással bízták meg, a JNA-ban szolgált katonákon kívül csekély (ha egyáltalán volt) katonai képzettséggel rendelkező politikusokból állt. Az egy területre telepített több egység gyakran nem rendelkezett tevékenységeiket koordináló hatósággal. A területvédelmi parancsnoki rendszereket némileg javítva a helyzeten, egyes helyeken (például Zágrábban) újraaktiválták.
A ZNG egyéb problémái közé tartozott a képzett tisztek hiánya, a csapatok nem megfelelő kiképzése, a fegyverek hiánya és különösen a lőszerhiány. A mozgósítás azonban különösen sikeresnek bizonyult, és a csapatok bőséges létszámmal álltak rendelkezésre; Zágrábban a szeptemberben és októberben behívottak hozzávetőleg 80 százaléka jelentkezett szolgálatra. A ZNG-nek nem volt egyenruhája. Az ebben az időszakban Zágrábban besorozottak 20 százaléka ugyan kapott egyenruhát, de a többiek civilben harcoltak. A ZNG élelmezés, üzemanyag és orvosi ellátása a polgári infrastruktúrára is támaszkodott.
Špegeljt júliusban védelmi miniszterként Šime Đodan váltotta, de még augusztus 3-ig ő maradt a ZNG parancsnoka. Ekkor azért mondott le, mert Tuđman megtagadta a JNA-laktanyák elleni támadások engedélyezését. Špegelj lemondását követően a ZNG irányítását Anton Tus tábornokra bízták.

### Átszervezés Horvát Hadsereggé

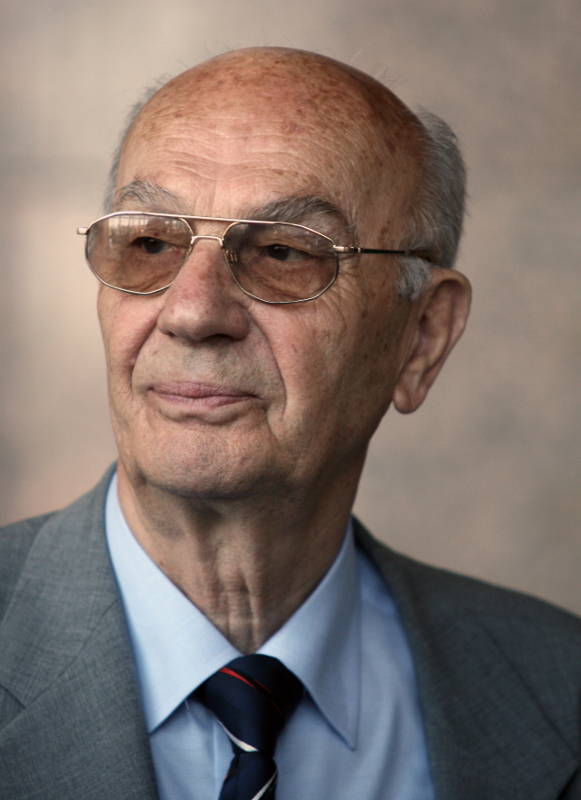
Anton Tus tábornok, a Horvát Köztársaság Fegyveres Erői első vezérkari főnöke

Szeptember közepén a regionális parancsnokságokat hat hadműveleti övezet váltotta fel, melyek főhadiszállásai Eszék, Belovár, Zágráb, Károlyváros, Fiume és Split voltak. A zónák erőssége egyenetlen volt; a szlavóniai és dalmáciaiak jól felszereltek voltak, a zágrábi zóna pedig kétszerese volt az átlagos csapaterőnek. Miután a laktanyacsata során számos katonai raktárt elfoglaltak, a ZNG október végére (a négy teljesen hivatásos gárdadandár mellett) 60 tartalékdandárra és független zászlóaljra bővült. Bár a tervek szerint minden dandárnak 1800 katonája volt, a valóságban méretük 500 és 2500 között változott. A ZNG-n belül (a Zrinski zászlóalj mellett) három különleges zászlóaljat is létrehoztak, melyek a Frankopan (Frangepán), Kralj Tomislav (Tomiszláv király) és Matija Vlačić nevet viselték.
| Körzet          | Főhadiszállás | Parancsnok        |
| --------------- | ------------- | ----------------- |
| 1. Eszéki       | Eszék         | Karl Gorinšek     |
| 2. Belovári     | Belovár       | Miroslav Jezerčić |
| 3. Zágrábi      | Zágráb        | Stjepan Mateša    |
| 4. Károlyvárosi | Károlyváros   | Izidor Češnjaj    |
| 5. Fiumei       | Fiume         | Anton Rački       |
| 6. Spliti       | Split         | Mate Viduka       |

Szeptember 20-án a parlament elfogadta a védelmi törvényt, amely meghatározta, hogy a ZNG és a Horvát Hadsereg (Hrvatska vojska – HV) alkotják a Horvát Köztársaság fegyveres erőit. Ugyanakkor a fegyveres erők formálisan inkább a védelmi minisztériumnak, mint a Belügyminisztériumnak voltak alárendelve. A jogszabály a TO tartalék egységeit is a ZNG tartalékos haderő részeként jelölte meg. Másnap, élén Tus tábornokkal megalakult a fegyveres erők vezérkara. Október 8-án (aznap kiáltotta ki Horvátország a függetlenségét) módosították a védelmi törvényt, a ZNG-t a HV részeként megjelölve. A ZNG tartalékegységei a HV tartaléka lettek, és a Honvédség (Domobranstvo) nevet kapta, így a ZNG teljesen professzionális haderővé vált. A ZNG-t 1991. november 3-án átnevezték HV-re.
A ZNG-egységek a háború kezdeti szakaszában, megpróbálva visszatartani jugoszláv erőket számos jelentős csatában vettek részt. Ide tartoznak a gospići, a šibeniki és a zárai csata,  ahol a ZNG városokat védett, valamint Likában és a dalmát partok mentén a JNA és szövetségesei ellen vívott ütközetek. A ZNG a kelet-szlavóniai vukovári és eszéki csatákban is részt vett, megvédte Dubrovnikot és jelentősen hozzájárult a a JNA-laktanyák elfoglalásához, valamint a JNA Nyugat-Szlavóniából való kiszorítására irányuló hadműveletben.
A HV tovább növekedett, 1991 végére már mintegy 200 000 katonát számlált. Bár a haderő abban az évben sikeresen lépett fel a JNA ellen, a HV-nek súlyos hiányosságai voltak a szervezésben, a kiképzésben és a nehézfegyverekben. 1991 végére a HV-nek még mindig nem volt elegendő erőforrása a JNA visszaszorításához, továbbra sem volt megfelelő tapasztalta az állomány részéről, mindazonáltal a ZNG-hez hasonlóan, a HV is profitált csapatai magas moráljából és küldetésének jól meghatározott céljából. 1992-ben felgyorsult a HV képességeinek növekedése és szisztematikus fejlesztése, és a horvátországi háború végéig folytatódott. A Kranjčevićeva utcai stadionban megrendezett ZNG-felvonulás évfordulóját Horvátországban minden évben a fegyveres erők és a horvát hadsereg napjaként ünneplik.

## Fordítás
Ez a szócikk részben vagy egészben  a   Croatian National Guard című angol Wikipédia-szócikk ezen változatának fordításán alapul.  Az eredeti cikk szerkesztőit annak laptörténete sorolja fel. Ez a jelzés csupán a megfogalmazás eredetét és a szerzői jogokat jelzi, nem szolgál a cikkben szereplő információk forrásmegjelöléseként.